# MARINI
MARINI是一個香港新界將軍澳東南部的臨海私人屋苑，是港鐵大型臨海住宅區日出康城第9期，亦為會德豐地產O'East系列的臨海住宅項目。 由會德豐地產及港鐵公司共同發展，建築師為呂元祥建築師事務所，承建商為金門建築及中國海外房屋工程（第9A期）。項目在2019年8月開售，首批折實價則介乎519.9萬至1,206.1萬元，折實呎價13,794至16,232元。示範單位設於尖沙咀海港城港威大廈第2座10樓。該項目已於2021年尾陸續入伙。

## 命名
「MARINI」取自意大利臨海城市Conca dei Marini，寓意項目位於優美的臨海優質地段。

## 住宅

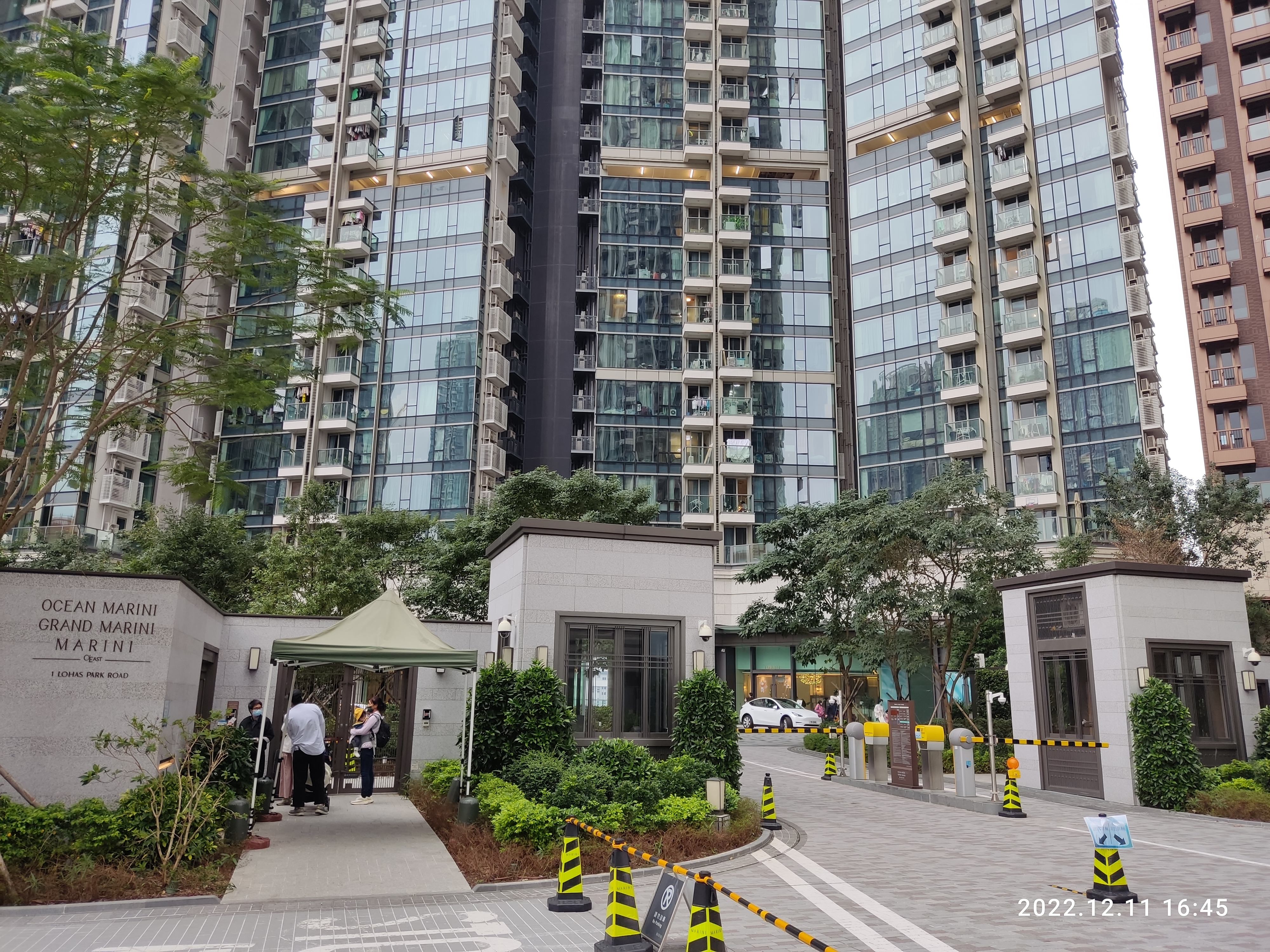
車道入口

屋苑設有3座樓高54層的玻璃幕牆大廈，並分為3期開售，包括第9A期（647伙）、 9B期（503伙）及9C期（503伙），合共涉及逾1600個單位。
第9A期第3座物業名為MARINI，提供647伙，實用面積由348至1,305平方呎，間隔為1房連套房、2房、2房連書房、2房連儲物室、3房連套房、4房連雙套房及儲物室連廁。發展商亦與香港電訊旗下HKT Smart Living合作，提供「E-Living」系列智能配套與服務，當中包括附送NETGEAR Orbi Mesh-WiFi 三頻無線網絡系統路由器和無線充電等裝置配套，讓住戶可以使用智能科技控制全屋網絡。項目在2021年11月30日落成。
第2座物業名為「GRAND MARINI」，屬第9B期。項目提供503伙，間隔由1房至4房，面積由353至1379平方呎，預計關鍵日期為2022年1月15日。
第1座物業名為「OCEAN MARINI」，名稱表示項目大部分單位可享遼闊的海景，屬第9C期，於2019年12月獲批預售，2020年3月疫情期間以折實平均呎價1.46萬元首推101伙單位，首日接受認購累計收近千票，超額約9倍。
OCEAN MARINI樓高63層，提供503伙單位，實用面積由450至1476平方呎，標準樓層一層4-5伙，並不設一房單位，是日出康城第4期晉海以來第一個不設一房戶的項目，標準戶涵蓋2房至四4房戶，首次推出四房全海景大宅，所有廳房都可享遼闊的維港海景，目標客群是家庭客，另設有平台特色戶、頂層特色戶及尊尚頂層特色戶。

## 升降機配置
MARINI升降機服務樓層列表（一律採用日立升降機）
- No. 1-3（第1A座升降機（產品型號：HCA-1350-CO240））：5-12、15、17-23、25-33、35-42、45-53、55-63、65-70
- No. 4（第1B座升降機（產品型號：HCA-1350-CO240））：3、5-12、15-23、25-33、35-43、45-53、55-63、65-70、R
- No. 5-6（第1B座升降機（產品型號：HCA-1350-CO240））：5-12、15、17-23、25-33、35-42、45-53、55-63、65-70
- No. 7-9（第2A座升降機（產品型號：HCA-1350-CO240））：5-12、15、17-23、25-33、35-42、45-53、55-63、65-70
- No. 10（第2B座升降機（產品型號：HCA-1350-CO240））：3、5-12、15-23、25-33、35-43、45-53、55-63、65-70、R
- No. 11-12（第2B座升降機（產品型號：HCA-1350-CO240））：5-12、15、17-23、25-33、35-42、45-53、55-63、65-70
- No. 13-15（第3A座升降機（產品型號：HCA-1350-CO240））：5-12、15、17-23、25-33、35-42、45-53、55-63、65-68
- No. 16（第3B座升降機（產品型號：HCA-1350-CO240））：3、5-12、15-23、25-33、35-43、45-53、55-63、65-68、R
- No. 17-18（第3B座升降機（產品型號：HCA-1350-CO240））：5-12、15、17-23、25-33、35-42、45-53、55-63、65-68
- No. 19-20（平台及停車場升降機（產品型號：LCA-1350/1500-CO105））：G、1-3、5
- No. 21-25（平台及停車場升降機（產品型號：LCA-900/1350/1500-CO90））：2-3、5
- No. 26（平台及停車場升降機（產品型號：LCA-1500-CO60））：3、5
- No. 27（平台及停車場升降機（產品型號：LCA-1500-CO60））：2-3
- No. 28（平台及停車場升降機（產品型號：LCA-900-CO60））：G、1-3、5
- No. 29（平台及停車場升降機（產品型號：LCA-1350-CO60））：3、5

備註：
1. 所有座數均不設4樓、13樓、14樓、24樓、34樓、44樓、54樓及64樓。
2. 所有座數16樓及43樓為庇護層。
3. 所有座數住宅層由6樓開始。

## 設施

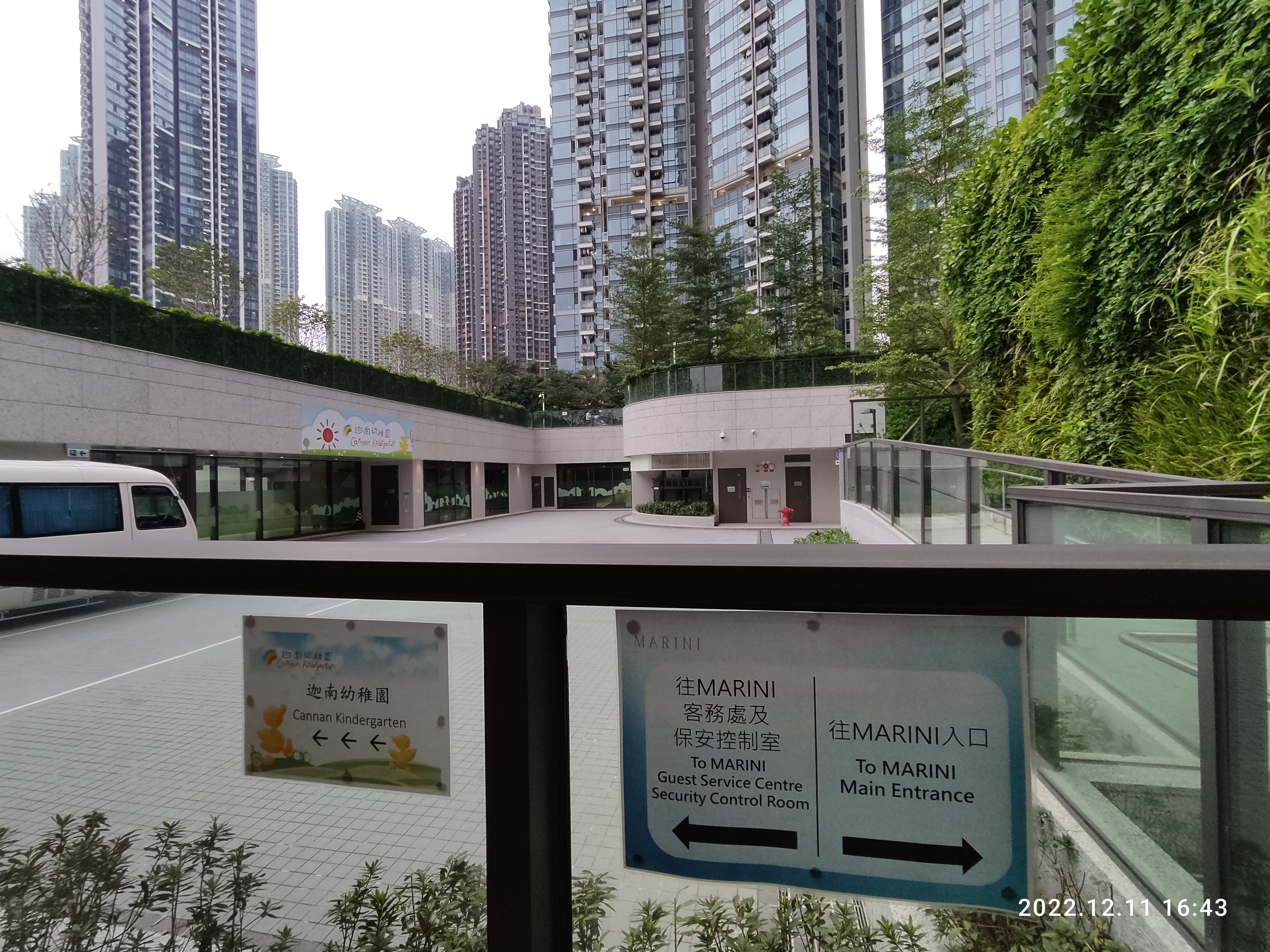
迦南幼稚園車道入口

屋苑基座設有佔地43,584平方呎的多層式住客會所Club Marini，樓高3層，由CL3負責設計。設施包括逾30米長戶外泳池Infinity Pool、室內恆溫泳池、按摩池、24小時健身室Body Studio 24、兩間宴會廳、兒童遊樂室、標準室內運動場、瑜伽坊、音樂室、麻雀室、影音天地等設施。
平台設有佔地53,043平方呎園景區供住戶休憩散步，並名為Serene Garden，以英式園林概念作設計。但根據批地文件，該處定義為鄰舍休憩用地，須開放予日出康城各期數的居民及訪客使用。而西貢區議員方國珊指出其位置在MARINI會所內，也許會讓住戶誤會是第9期住戶專屬用地，要求港鐵設指示牌。
而項目基座設24小時通道連接LP10和有蓋行人通道往商場「The LOHAS 康城」，同時設一所面積約8,719方呎的幼稚園或幼稚園暨幼兒中心，目前由迦南幼稚園營運。
而項目的綠色建築認證的暫定評級為「金級」，表示其在能源消耗的表現極佳。不過要留意樓盤範圍內存在斜坡構建物，業主可能須分擔日後維修責任及費用。

## O'East系列
O'East是會德豐地產在日出康城的私人物業組合，位於港鐵康城站上蓋，其中第7期MONTARA及GRAND MONTARA的基座是擁有約48萬平方呎的大型商場「The LOHAS 康城」上蓋，區內的綠化休憩園地超過100萬呎。
- 日出康城V期：MALIBU
- 日出康城VIIA期：MONTARA
- 日出康城VIIB期：GRAND MONTARA
- 日出康城IXA期： MARINI
- 日出康城IXB期： GRAND MARINI
- 日出康城IXC期： OCEAN MARINI
- 日出康城XIIA期： SEASONS PLACE
- 日出康城XIIB期： PARK SEASONS
- 日出康城XIIC期： GRAND SEASONS

## 多名工人確診新型肺炎
2020年12月1日，1座地盤錄得3宗新型肺炎確診個案，累積確診群組達11宗。承建商要求進入地盤需強制檢測，其後停工，合共有900個工作人員將安排做檢測。截至同年12月20日，該地盤已經有74人確診。

## 交通
停車場提供274個住客車位及29個住客電單車位，以全數共1,653伙單位計，即平均每六戶爭一個車位。項目同時預設166個單車停泊位供住客使用。
參考日出康城#交通

## 鄰近地方
- 日出公園
- 港鐵康城站
- 康城站公共運輸交匯處
- The LOHAS 康城
- 峻瀅
- 康城路
- 日出大道
- 將軍澳南海濱長廊

## 外部連結
- MARINI （页面存档备份，存于）